# Убийство Екатерины Гандзюк
Убийство Екатерины Гандзюк — уголовное преступление, совершённое против украинской активистки Екатерины Гандзюк 31 июля 2018 года у её дома в Херсоне. Дело получило широкую огласку на Украине, но до сих пор не было раскрыто.

## Ход событий
31 июля 2018 года около 8:30 неизвестный облил Екатерину Гандзюк серной кислотой. Нападение произошло возле её дома, в то время, когда она шла на работу.
Гандзюк была доставлена в реанимационное отделение областной больницы в шоковом состоянии. Ожоги составили более 40 % тела. Кислота попала женщине на спину, голову, руку, а также в глаза.
4 ноября Гандзюк умерла. Официальная причина смерти — полиорганная недостаточность и химические ожоги с привлечением 39 % тела в результате нападения с использованием химического вещества.

## Расследование
Сначала уголовное дело было возбуждено по ч. 4 ст. 296 УК (хулиганство), впоследствии преступление переквалифицировано на умышленные тяжкие телесные повреждения, совершённые с целью запугивания потерпевшего (ч. 2 ст. 121). Впоследствии дело переквалифицировали на «покушение на убийство с особой жестокостью». Адвокат Екатерины Евгения Закревская добилась, чтобы было добавлено квалификацию убийства как заказного. После смерти Екатерины полиция переквалифицировала дело на статью «Умышленное убийство» Уголовного кодекса Украины.
1 августа Екатерину санитарным бортом срочно доставили в Киев и предоставили государственную охрану.
Из-за недоверия к херсонской полиции и подозрения в её причастности к нападению, Гандзюк отказалась от сотрудничества с ней. Зато, 2 августа она дала показания оперативникам Департамента стратегических расследований (ДСР), которые посетили Гандзюк по месту лечения в Киевском ожоговом центре.
По состоянию на начало августа 2018 поиски нападающего продолжались. Составлен фоторобот нападавшего и объявлено вознаграждение за любую информацию, которая позволит его идентифицировать. Генеральный прокурор Украины Юрий Луценко взял под личный контроль уголовное производство по факту нападения на Екатерину Гандзюк. Наиболее вероятной причиной нападения считают публичную деятельность Гандзюк.

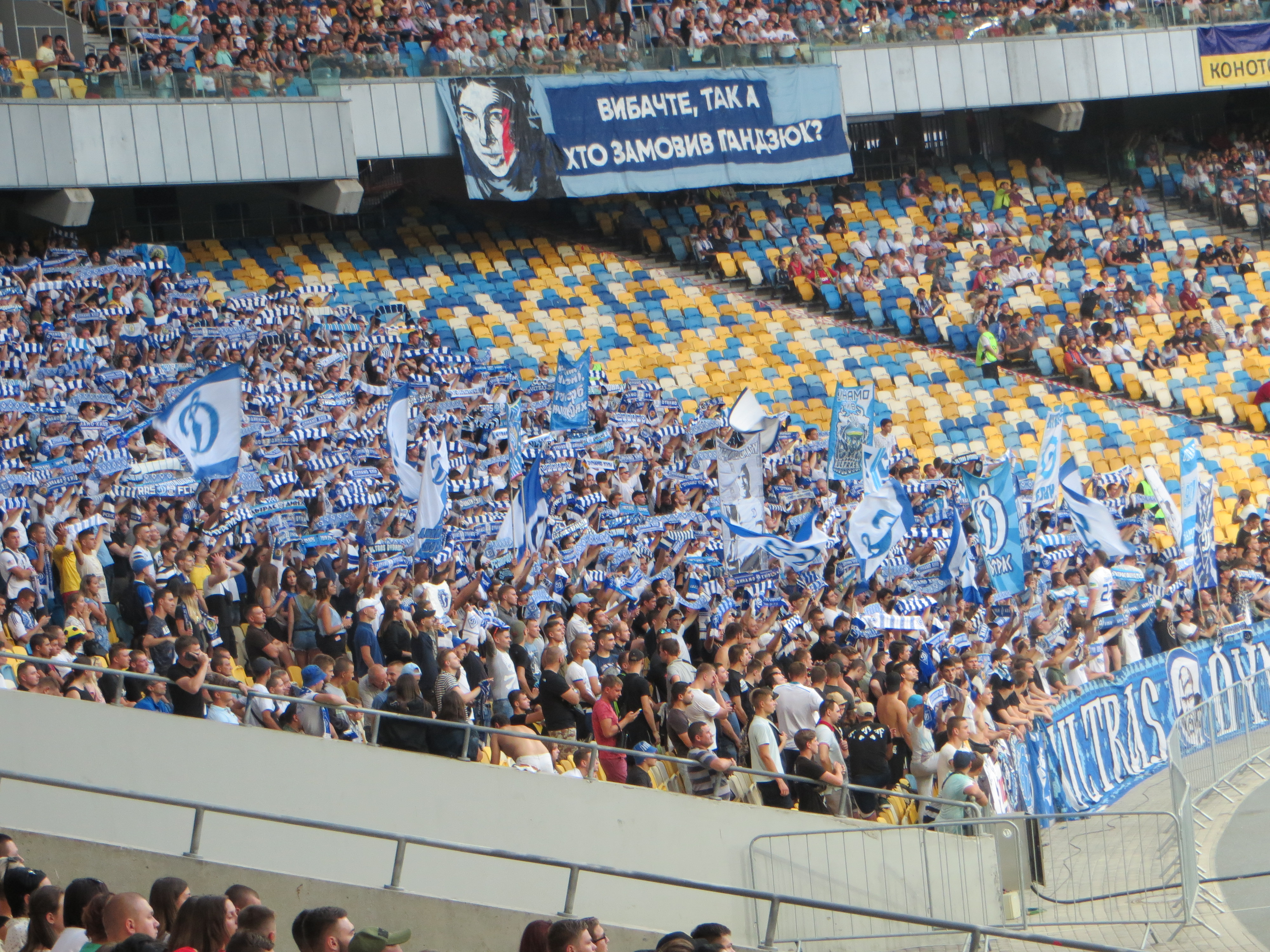
Баннер болельщиков киевского «Динамо»

3 августа министр внутренних дел Арсен Аваков заявил о задержании подозреваемого в нападении на Гандзюк, им оказался Николай Новиков. 6 августа Херсонский городской суд избрал меру пресечения для подозреваемого в виде содержания под стражей. Впоследствии Новикова признали непричастным к совершению преступления.
17 августа 2018 задержали двух граждан Украины, которые по версии следствия являются соучастниками организации покушения — Владимира Васяновича и Сергея Торбина. Прокурор отметил, что их как соучастников покушения на Гандзюк указывают свидетельства других участников дела — Горбунова, Грабчук и Вишневского. Все исполнители являются бывшими участниками боевых действий на Донбассе, разведчиками пятого батальона Украинской добровольческой армии.
21 августа 2018 Херсонский городской суд принял решение о содержании под стражей сроком на 60 суток без права внесения залога для обоих.
13 сентября один из подозреваемых в совершении покушения — Владимир Васянович назвал организатором преступления Сергея Торбина.
По версии следствия, 6 июля 2018 Виктор Горбунов купил две бутылки раствора аккумуляторной серной кислоты в Каховке. Во время допроса Горбунов заявил, что Торбин предложил ему, Вишневскому, Васяновичу и Грабчуку организовать нападение и обещал заплатить каждому по 500 долларов США. Торбин также предоставил собственный автомобиль, который использовали в день нападения. Пока Вишневский и Васянович следили, когда за Екатериной Гандзюк приедет служебный автомобиль, Грабчук подбежал к жертве и облил её кислотой. Все задержанные, кроме Торбина, признали свою вину и пошли на сотрудничество со следствием. Торбин, который, по версии следствия, был главным в группе организаторов, показаний не дал, своей вины не признал. Торбин уверял, что у него не было никаких претензий к Екатерине Гандзюк.
17 октября 2018 Херсонский городской суд на два месяца продлил арест Сергею Торбину.
В октябре под домашний арест из СИЗО суд отпустил трёх фигурантов дела о нападении на советника мэра Херсона Екатерину Гандзюк: Виктора Горбунова, Владимира Васяновича и Вячеслава Вишневского.
5 ноября 2018 активисты инициативы «Кто заказал Катю Гандзюк» назвали причину смерти советника городского головы Херсона Екатерины Гандзюк и указали на след помощника депутата от Блока Петра Порошенко Николая Паламарчука — Игоря Павловского, а 12 ноября Павловского арестовали без права залога.
6 ноября Верховная рада создала временную следственную комиссию из 18 народных депутатов.
4 декабря 2018 ГПУ объявила подозрение Левину. Он выехал с Украины в тот день, когда полиция задержала первых подозреваемых по делу. Имя Левина — Алексей Москаленко. Его своим близким другом называет депутат Херсонского облсовета Николай Ставицкий с «Радикальной партии Ляшко» — «Левин» был его помощником.
21 января СБУ объявила в розыск предполагаемого организатора убийства — Левина.
28 января на заседании ВСК Виктор Гандзюк, отец Екатерины, заявил, что заказчиками убийства являются председатель Херсонского облсовета, партиец «Батькивщины» — Владислав Мангер, партиец Блока Петра Порошенко и председатель Херсонской ОГА — Андрей Гордеев, заместитель Гордеева — Евгений Рищук.
7 февраля 2019 журналисты проекта «Схемы: коррупция в деталях» обнародовали доказательства связи главы Херсонского областного совета Владислава Мангера с главным подозреваемым в организации убийства Гандзюк Левиным. Адвокат Мангера Андрей Мурашкин летом 2018 за бесценок сдал в аренду базу отдыха на берегу моря ключевому подозреваемому в убийстве Гандзюк Алексею Левину. Это произошло за неделю до того, как Екатерину Гандзюк облили кислотой, что привело к её смерти. Сам Мурашкин тогда объяснил, что передача базы не была связана с убийством Екатерины, а было результатом его адвокатской деятельности. Сама же база никогда не принадлежала Владиславу Мангеру.
8 февраля бюро Херсонской областной организации ВО «Батькивщина» исключило Мангера из партии, рекомендовав ему уйти в отставку с поста председателя Херсонского областного совета.
11 февраля 2019 голове Херсонского облсовета Мангеру объявили подозрение в организации убийства Гандзюк.
15 февраля 2019 Шевченковский суд Киева арестовал Мангера до 3 марта с правом внесения залога. Сумма залога — 2 млн 497 тыс. грн. 28 февраля во время промежуточного отчёта ВСК в ВР было принято решение о продлении срока действия ВСК ещё на 3 месяца.
6 марта Шевченковский районный суд отстранил Мангера от исполнения обязанностей председателя Херсонского облсовета к 6 апреля 2019. Впоследствии суд отказался принять Мангера под стражу и обязал носить электронное средство слежения.
25 марта журналисты Слидство. Инфо во время своего расследования убийства херсонской активистки Екатерины Гандзюк обнародовали доказательства сотрудничества правоохранителей с подозреваемым Павловским.
4 апреля правоохранители вручили новое подозрение вероятному посреднику между исполнителями и заказчиками убийства Игорю Павловскому: теперь его подозревают в «крышевании убийства». Кроме того, ГПУ изменила подозрение вероятным исполнителям нападения. Сергея Торбина, Вячеслава Вишневского, Виктора Горбунова, Владимира Васяновича, Никиту Грабчук теперь подозревают в умышленном нанесении тяжких телесных повреждений (ч. 2 ст. 121 УК).
24 апреля в СМИ появилась информация о смягчении подозрения В. Мангеру, И. Павловскому, С. Торбину и 4 другим исполнителям нападения. Мангера В. обвиняют в организации и исполнении преступления (ч.3 ст. 27 и ч.2 ст. 27 УК) и умышленном тяжком телесном повреждении, повлекшем смерть потерпевшего (ч.2 ст. 121 УК).
6 июня исполнители нападения получили приговоры и согласились свидетельствовать против заказчиков нападения. Координатора нападения на Гандзюк Сергея Торбина приговорили к 6 годам и 6 месяцам лишения свободы, а непосредственного нападающего Никиту Грабчук — до 6 лет тюрьмы. Владимир Васянович и Вячеслав Вишневский получили приговор — 4 года заключения, Виктор Горбунов — 3 года.
19 июня СБУ впервые проводит обыски по делу К. Гандзюк и бывших членов Блока Петра Порошенко — Андрея Гордеева и Евгения Рищука, а также на базе отдыха, которую адвокат Мангера подарил криминальному авторитету Левину.
В тот же день Игорь Павловский, заявлявший о сотрудничестве со следствием, уклонился от допроса. Он не появлялся и на последующие допросы, которые предназначались следствием.
8 июля началась последняя сессионная неделя, когда ВРУ VIII созыва могла заслушать и утвердить отчёт ВСК, которая расследовала обстоятельства убийства Кати Гандзюк и заказных нападений на активистов. Отчёт не был включён в повестку дня ни в один из дней сессии. Поэтому более 30 Общественных организаций подписали совместное заявление-обращение с требованием заслушать отчёт. Как следствие, 11 июля ВРУ заслушала авторов отчёта и утвердила его.
16 июля ГПУ остановила производство по Мангеру и Левину, поскольку Левин находится в розыске и не было возможности проводить в отношении его следственные действия на Украине.
20 января 2020 в ходе спецоперации в Херсоне были проведены обыски в жилище председателя Херсонской ОГА Мангера, бывшего председателя Херсонской ОГА Андрея Гордеева и его заместителя Евгения Рищука. В ходе операции были задержаны и сообщено о подозрении Игорю Павловскому, бывшему помощнику нардепа Николая Паламарчука. Павловского подозревают в организации убийства Гандзюк.

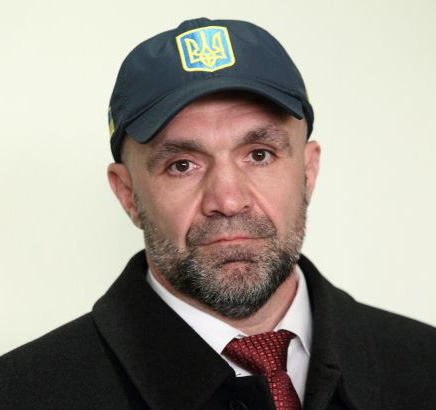
Владислав Мангер, который подозревается в заказе нападения на Екатерину Гандзюк.

25 января Алексей Левин (Москаленко) был арестован в Бургасе, Болгария. Он был взят под стражу сроком на 40 дней. На суде Левин просил отпустить его под домашний арест, объясняя это проблемами со здоровьем. 28 февраля завершается срок подачи апелляции на экстрадицию со стороны Левина. Как заявил Рябошапка, если адвокаты Алексея не подадут апелляцию, стоит ожидать его экстрадиции уже 28 февраля. Экстрадицию Левина должны провести 16 марта, после чего ему изберут меру пресечения.
16 марта Левина передали из Болгарии на Украину, где он был помещён в СИЗО. Его должны были доставить в суд для избрания меры пресечения в течение двух суток.
25 марта следствие по делу об убийстве Екатерины продлили до 29 июля, до тех пор суд рассмотрит продление срока содержания под стражей подозреваемого Алексея Левина. Несмотря на это 27 апреля 2020 было объявлено о завершении досудебного расследования и передаче дела в суд.
27 апреля около сотни активистов собрались под домом, где живёт генпрокурор Ирина Венедиктова, с требованием продолжить расследование дела. Другим требованием активисты ставили увольнение Венедиктовой, которую они обвиняют в умышленном саботаже расследования убийства Гандзюк.
25 мая Левину-Москаленко был продлён арест на два месяца, до июля.
11 июня Мангер сообщил, что прокуратурой ему вручено ходатайство об «изменении меры пресечения на содержание под стражей» из вероятных угрозах свидетелям по делу. Впоследствии Мангер лёг в больницу, заявив о проблемах с сердцем. 15 июня Печерский суд Киева постановил задержать Мангера.
16 июня заседание суда было перенесено из-за заявления защиты об отводе судей. 17 июня активисты устроили под Офисом президента ночной митинг с требованием расследования убийства.
19 июня против врачей Мангера было открыто дело по возможной подделке справок о проблемах со здоровьем. Полиция открыла дело против работников Херсонского кардио диспансера.
9 июля свидетель по делу об убийстве, подозреваемый член херсонской организованной преступной группы Павел Пилипенко пошёл на сделку со следствием, получив условный приговор сроком на 5 лет.
28 июля в суд было направлен обвинительный акт по Мангеру и Левину. С 12 августа Киевский апелляционный суд закрепил дело по Мангеру и Левину за Днепровским судом Киева, несмотря на настаивании защиты на том, чтобы дело передали Херсонскому суду.
1 октября Игорь Павловский заявил, что инициатором нападения на Гандзюк был руководитель Херсонского облсовета Владислав Мангер, который, по словам Павловского, заказал убийство Екатерины Сергею Торбину.
15 октября Киевский апелляционный суд оставил под стражей Мангера и Левина, отклонив заявление защиты об изменении меры пресечения.

## «Кто заказал Катю Гандзюк?»
Через несколько дней после нападения, 3 августа 2018 года, друзья Гандзюк создали инициативу «Кто заказал Катю Гандзюк».
В поддержку Гандзюк выступили фанаты «Динамо», «Карпат», «Десны», «Кристалла», «Николаева» и других украинских футбольных клубов, а также активисты и неравнодушные, которые начали размещать сообщения, граффити и баннеры «Кто заказал Катю Гандзюк?» на страницах соцсетей, стенах домов, тротуарах и трибунах стадионов Украины.
Активисты посещают судебные заседания по делу.